# Château de Commune
Le château de Commune est situé sur la commune de Martigny-le-Comte en Saône-et-Loire, au hameau de Commune.

## Description

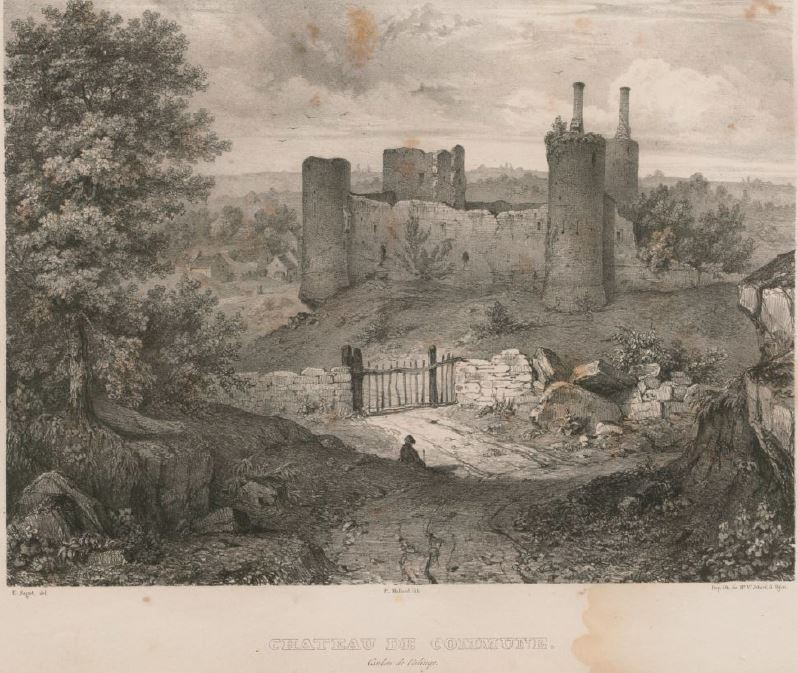
Dessin du château, 1835 in Voyage pittoresque en Bourgogne ou Description historique et vues des monuments antiques, modernes et du Moyen âge.... partie 2

Il ne subsiste du château que son enceinte qui forme un quadrilatère irrégulier, cantonné de trois tours rondes beaucoup plus hautes que les courtines et d'une tour carrée qui fut sans doute le donjon. L'ensemble, vraisemblablement bâti au XIIIe siècle, était autrefois entouré de fossés aujourd'hui comblés.
Le château, propriété privée, ne se visite pas. Depuis 2002, le château ainsi que le colombier, les fossés et l'ensemble du terrain sont inscrits à l'inventaire supplémentaire des Monuments historiques.

## Historique
- Xe siècle : de cette époque datent vraisemblablement les premières fortifications.
- 1316 : première mention dans les textes d'une maison forte tenue par Guillaume de Commune[3].
- 1368 : Agnès de Commune apporte cette maison en dot à Guillaume du Bois, seigneur de la Tour du Bost.
- 1477 : le passage des troupes de Louis XI réduit peut-être le château à son état actuel.
- Milieu du XVIe siècle : il échoit par mariage à Claude de Damas, et confisqué au profit de Nicolas Rolin.
- XVIIe siècle : le fief est définitivement réuni à celui de Martigny ; abandonné, le château passe entre les mains des La Guiche.
- Fin du XVIIIe siècle : acquisition par Louis Hercule Timoléon de Cossé-Brissac, commandant en chef de la Garde constitutionnelle du roi.
- Période actuelle : propriété du cultivateur qui possède le pré sur lequel le château a été construit.